# Bernhard von Bülow

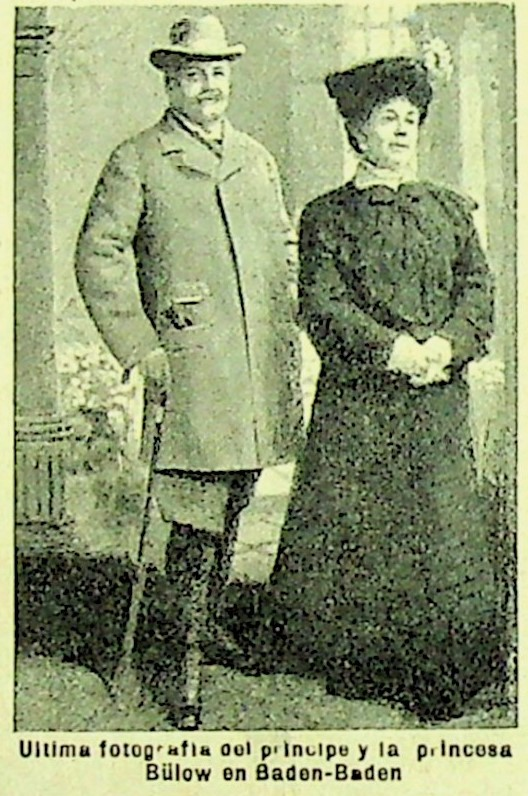
Príncipe y Princesa de Bülow en Baden-Baden

Bernhard Heinrich Martin Karl von Bülow, Príncipe de Bülow (Klein-Flottbeck, 3 de mayo de 1849-Roma, 28 de octubre de 1929) fue un estadista alemán, sucesor del príncipe Clodoveo de Hohenlohe-Schillingsfürst como canciller del Imperio alemán desde el 17 de octubre de 1900 hasta el 14 de julio de 1909.
Su mandato se caracterizó por la obsesión de crear una flota de poder equivalente a la del Reino Unido que hiciese de Alemania una potencia mundial. Durante todo su mandato, el emperador Guillermo II no le dio, en absoluto, libertad de movimientos[cita requerida].
Tras el despido de Hohenlohe en 1900, Guillermo designó canciller al hombre a quien llamaba «su propio Bismarck», el príncipe Bernhard von Bülow. Guillermo esperaba encontrar en Bülow un hombre que combinara la habilidad del Canciller de Hierro con el respeto a los deseos del káiser, lo que le permitiría gobernar el imperio a su albedrío. Guillermo ya había notado el enorme potencial de Bülow y muchos historiadores piensan que su designación como canciller no fue más que la conclusión de un largo periodo de «arreglos». Sin embargo, durante la década siguiente, Guillermo se desilusionó de su decisión, y en vista de la oposición de Bülow sobre el «Asunto del Daily Telegraph» de 1908 y otros más, el káiser despidió a Bülow y designó en su lugar a Theobald von Bethmann-Hollweg en 1909.
Se le atribuye la famosa frase: «a los idealismos franceses sin significado: Libertad, Igualdad y Fraternidad, les oponemos las tres realidades alemanas: Infantería, Caballería y Artillería».